# أهرب (فلم 2004)
أهرب (بالإنجليزية: Run) هو فيلم رومانسي هندي، أصدر سنة 2004، من إخراج وتصوير جيفا. الفيلم من بطولة أبهيشيك باتشان وبوميكا تشاولا.

## قصة الفيلم
يصل سيدهارث، المعروف باسم "سيدهو"، إلى نيودلهي لمواصلة دراسته، ويقيم مع أخته إيشا من براياجراج الله أباد. يلحق به صديقه المدلل غانيش، ويصل لاحقًا. يلتقي سيدهو، بدافع القدر والصدفة، بجانفي ويقع في حبها. تنتمي جانفي إلى عائلة هاريانية محافظة، حيث يرأسها شقيقها الأكبر، جانبات، وهو شديد الحرص على حماية عائلته، وخاصة أخته، بعد فقدان والديهما.
في البداية، تتجاهل جانفي محاولات سيدو المستمرة للبقاء معها لحمايته من جانبات. يدفعها لقاء مع المجرمين وسيدو إلى تشجيع جانفي على الهرب، لكنه يقاوم ويقاتل جميع المجرمين. بينما كان جانبات يهدد إيشا وزوجها، ردّ سيدو تهديدًا شرسًا لأنه كان متقدمًا عليه بخطوة وخطط للانتقام (وإن كان زورًا) بقتل عائلة جانبات، باستثناء جانفي.
يستمر سيدو وجانفي في الالتقاء ببعضهما البعض، مختبئين وهاربين من شقيق جانفي ورجاله، بينما يقاتل سيدو أي بلطجية يتبعونه ويهددون بإيذائه أو عائلته. في النهاية، يقرر جانبات استخدام بلطجيته لضرب صبي كان يُسبب لسيدهو وقتًا عصيبًا في المدرسة، مما يُعطي انطباعًا لمدير المدرسة بأن سيدو بلطجي. يُفصل سيدو من المدرسة ردًا على ذلك. ثم يصدمان إيشا بشاحنة ويوقعان بزوجها ليفقد وظيفته في آن واحد، بينما يتفق سيدو وجانفي على أنهما يجب أن يهربا ويتزوجا قبل أن تُزوج.
في هذه الأثناء، يُخدع غانيش باستمرار ويواجه حقائق قاسية مختلفة عن الحياة. في النهاية، يخسر غانيش كل أمواله، وساعته، وملابسه، وأمله في لقاء صديقه سيدو، وكليته. تنتهي جميع تجاربه بجعل غانيش عن طريق الخطأ "بابا السترة"، وهو قديس يعتقد الناس (وليس غانيش) أنه يعيش في جبال الهيمالايا منذ 250 عامًا.
في ذروة الأحداث، يدبر سيدو خطةً لاستدراج جانبات ورجاله إلى المنطقة الخطأ والزواج من جانفي مع من تبقى من أفراد عائلتها الذين يعتنون بها وبسيدو، إلى أن يكتشف جانبات الأمر ويتعقبهم. يضطر العروسان الآن إلى الهرب من مجموعة من المجرمين. يؤدي هذا إلى معركة أخيرة تنتهي بمواجهة مباشرة مع سيدو وجانبات. ينتصر سيدو ويرفض تحمل الضربة القاضية، مما يسمح له بالبقاء على قيد الحياة. يسمح جانبات لجانفي وسيدو بالمغادرة، ويقبله أخيرًا كصهر له. يغادر سيدو وجانفي ويتزوجان.

## طاقم التمثيل
- أبهيشيك باتشان بدور سيدهارث فارما الملقب بـ "سيدو"
- بوميكا تشاولا بدور جانفي شودري
- عائشة جولكا بدور إيشا فارما (أخت سيدو)
- فيجاي راز بدور غانيش ياداف، صديق سيدارت
- موكيش ريشي بدور راجيف كانت، صهر سيدو
- فيديوت جاموال بدور راهول
- ماهيش مانجريكار بدور جانبات تشودري، شقيق جانفي
- شويتا مينون بدور السيدة شريا شودري، زوجة جانبات.
- أنجان سريفاستاف بدور السيد ياداف، والد غانيش
- جوجا كابور بدور عم جانبات
- بانكاج تريباثي كرجل مجهول[2]
- شافي في ظهور ضيف

## وصلات خارجية
- مقالات تستعمل روابط فنية بلا صلة مع ويكي بيانات